# لويجي ديلنيري
لويجي ديلنيري (بالإيطالية: Luigi Delneri)‏ (مواليد 23 أغسطس 1950 في أكويليا - إيطاليا) لاعب كرة قدم إيطالي معتزل كان يجيد اللعب في مركز الوسط المحوري . وقدعمل ديلنيري مدربا لنادي يوفنتوس الإيطالي من يوليو 2010 إلى 2012 مايو .

## روابط خارجية
- لويجي ديلنيري على موقع قاعدة بيانات كرة القدم.إي يو (الإنجليزية)
- لويجي ديلنيري على موقع Soccerbase.com (مدرب) (الإنجليزية)
- لويجي ديلنيري على موقع عالم كرة القدم.نت (الإنجليزية)
- لويجي ديلنيري على موقع كووورة